# お姫様はFine
『お姫様はFine』（おひいさまはファイン）は、こだま学による日本の4コマ漫画作品。芳文社発行の『まんがタイムオリジナル』にて1992年10月号から1993年11月号まで連載。
作品単体では単行本化されていないが、こだまの短編集『キャッチ・ミー』（芳文社）に編集版が収録されている。

## あらすじ
ある日、灯太の部屋の押入れから出て来たのは、江戸時代からタイムスリップして来たお姫様キララとじいの甚内だった。

## 登場人物
月村 灯太（つきむら とうた）
浪人生。作中の呼び名は「とー太」。突然現れたキララと甚内の2人と同居する事になる。
キララ
江戸時代からやって来たお姫様。16歳（数え年）。城の外へ出る抜け穴を甚内と進んでいるうちに現代に迷い込んだ。
幕ノ内 甚内（まくのうち じんない）
キララに仕える家臣。剣術は免許皆伝の腕前。
苅谷 サイコ（かりや サイコ）
灯太の友人の美容師。灯太の部屋の隣に住んでいて、よく出入りしている。
苅谷 信樹（かりや のぶき）
灯太の友人の大学生。サイコの弟。自らをジミーの生まれ変わりと自称している。常にリーゼントとサングラス（度入り）姿だが、最終話でば素顔を見せている。
幕の内 タケル（まくのうち タケル）
近所に住む中学生。甚内の子孫。キララに一目惚れしている。
影山 雷之進 （かげやま らいのしん）
最終話の甚内の手紙に登場する、朝吾藩（あさごはん）藩主。灯太に似ている。

## 書誌情報
芳文社まんがタイムコミックスより発売。
- 『キャッチ・ミー』1997年9月7日発行 ISBN 4-8322-6093-6
  - 編集版のため、一部収録されていない話もある。